# Menhir de Plzeň
Le menhir de Plzeň ou le menhir de Pilsen est un mégalithe situé près de la commune de Plzeň, en République tchèque.

## Situation
Le menhir se situe dans une forêt de pins, à environ un kilomètre au nord-nord-est du centre de Plzeň.

## Description
La pierre mesure environ 1,65 m de hauteur, ; à proximité se trouvent d'autres pierres plus petites qui forment une sorte d'ellipse.